# Șoseaua Kiseleff

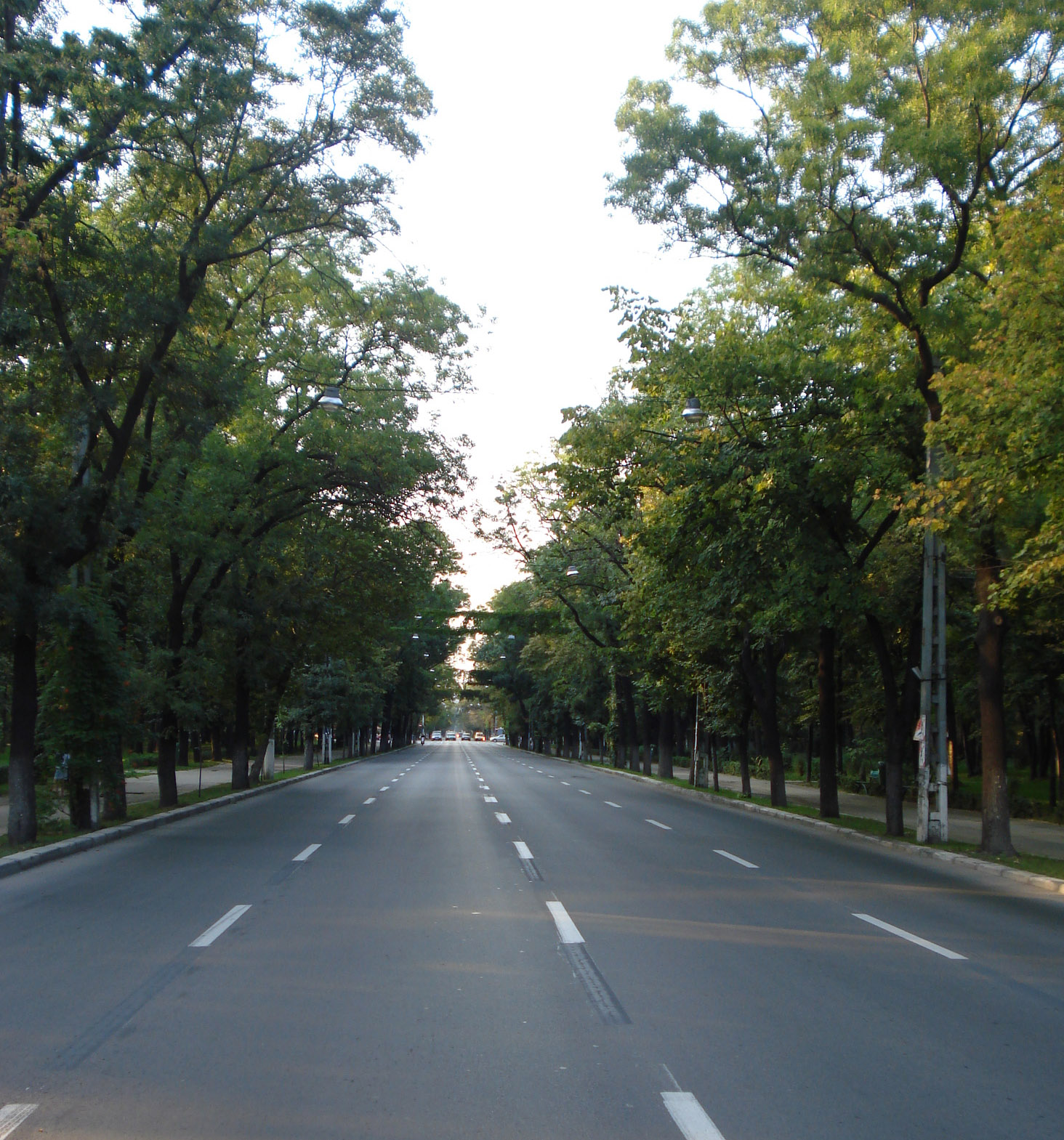
Șoseaua Kiseleff.

Șoseaua Kiseleff (Calle de Kiseleff) es una de las calles más importantes de Bucarest, la capital de Rumanía. Se trata de una suerte de continuación hacia el norte de otra calle de importancia, la Calea Victoriei. 
La calle fue creada en 1832 por Pável Kiseliov, comandante de las tropas de ocupación rusas que había en aquel momento en Valaquia y Moldavia. El nombre de la calle pasó de Kiseliov a Kiseleff, usando la transliteración francesa de los nombres rusos en aquel momento.
En la actualidad, las plazas Piața Victoriei y Piața Presei Libere están a ambos extremos de la calle, y en torno a ella se estructuran numerosos museos, parques (como Kiseleff o Herăstrău) e incluso monumentos, como el Arcul de Triumf. La zona no fue afectada por el plan de sistematización de Nicolae Ceaușescu, y se conservan muchos edificios previos a la Segunda Guerra Mundial.
Principales construcciones en la calle:
- Muzeul Țăranului Român (Museo del Campesino Rumano)
- Museo Geológico Nacional de Rumanía
- Museo de Historia Natural Grigore Antipa
- Museo Satului
- Sede del Partido Socialdemócrata
- Palacio Elisabeta
- Sede del Grupo ING en Rumanía
- Embajadas de Bielorrusia, Perú, Rusia y la residencia del embajador de los Estados Unidos de América.

- Datos: Q2658483
- Multimedia: Șoseaua Kiseleff / Q2658483